# Душко Трифуновић
Душко Трифуновић (Сијековац, код Босанског Брода, 13. септембар 1933 — Нови Сад, 28. јануар 2006) био је српски књижевник, песник и телевизијски аутор.

## Биографија
Рођен је 13. септембра 1933. године у малом селу Сијековцу код Босанског Брода (тада у саставу Врбаске бановине, Краљевина Југославија), од оца Васе и мајке Петре. Његов отац је умро од туберкулозе 1945. године.
У Сарајево је дошао са 24 године и занатом бравара, али је већ следеће године издао прву књигу. Прву песму је написао по повратку из војске, са 26 година. Био је плодан стваралац који је створио двадесет књига поезије, четири романа и неколико драма. Сматра се заслужним за креирање нечега што је касније названо сарајевска рокенрол школа.
На телевизији је запамћен као аутор емисија на ТВ Сарајево „Шта дјеца знају о завичају“. По избијању рата 1992. године прешао је да живи у Нови Сад где је наставио да ради за ТВ Нови Сад.
Најпознатији је постао на основу сарадње са рок саставом „Бијело дугме“. До тог момента је било незамисливо да познат и афирмисан песник сарађује са рокенрол бендом. Из те сарадње су се изродили хитови као што су „Има нека тајна веза“, „Шта би дао да си на мом мјесту“, „Главо луда“ и тако даље. Сем тога, писао је текстове и за „Индексе“, Тешку индустрију, Неду Украден, Здравка Чолића, Арсена Дедића,Јадранку Стојаковић а последње познато естрадно име са којим је радио је био Жељко Јоксимовић (песма „Има нешто у том што ме нећеш“). Укупно је око 300 његових песама компоновано и снимљено, а за свега три песме у животу је написао на музику.
О свом избјегличом искуству насталог услед ратова деведесетих, говорио је да он није избјеглица, већ измаглица.

## Приватни живот
Стриц је Дарка Трифуновића, доктора безбедносних наука, магистра правних наука и секретара Института за безбедносне студије и професора на Факултету безбедности у Београду.

## Смрт и наслеђе
Према сопственој жељи, сахрањен је 30. јануара 2006. године на Чератском гробљу у Сремским Карловцима.
На Палама се једном годишње одржава књижевна манифестација „Дани Душка Трифуновића“ где се окупљају песници из Српске, Србије и Црне Горе.

## Документарни филмови о Душку Трифуновићу
| Филм                         | Премијера   | Аутори                              | Режија           | Сценарио                            | Продукција   |
| ---------------------------- | ----------- | ----------------------------------- | ---------------- | ----------------------------------- | ------------ |
| Памтите ме по пјесмама мојим | 28.01.2023. | Гордана Ласковић и Филип Маринковић | Гордана Ласковић | Филип Маринковић и Гордана Ласковић | Речи и Приче |

## Награде
- „Бранкова награда“[1]
- „Шестоаприлска награда“ града Сарајева[1]
- „Змајева награда“
- Савезна награда за бригу о деци
- награда „Искре културе Војводине“[1]
- Награда „Павле Марковић Адамов”, за књижевни опус, Сремски Карловци 2003.
- награда за животно дело у области књижевности за децу „Златно звонце популарности“ фестивала „златно звонце“ (Нови Сад)
- „Златно Гашино перо“ (Лазаревац)
- Инстелова награда
- Златни кључић Смедеревске песничке јесени
- „Песнички прстен“ (Фестивал југословенских песника за децу „Булка“ у Црвенки)
- Микина чаша 2005

## Дела

### Збирке песама за децу
- Дјеца сама код куће (1981)
- Од игле до локомотиве (1984)
- Бомбонал (1985)
- Шарена лажа (1987)
- Седам шума (1987)
- Бубамарин дуги лет (1988)
- Рампампила (1989)
- Јуриш у окршаје (1991)
- Триком, сликом и музиком (1992)
- Пролог и епилог (1993)
- Буквар у стиховима (1994)
- Злоклотрп (1994)
- Дунавски змај (1994)
- Одосмос у космос (1994)
- Миц по миц мициметар (1994)
- Куд и камо (1996)
- Главни јунак (1998)
- Нојева лађа (1997)
- Доказни материјал (2001)
- Цела школа (2002)
- Књига мог живота (2004)

### Текстови за познате поп-рок песме
- Бијело дугме: Главни јунак једне књиге, Шта би дао да си на мом мјесту, Пристао сам бићу све што хоће, Шта је, ту је
- Арсен Дедић: У намјери да будемо исти
- Бисера Велетанлић: Падала сам
- Хари Варешановић: Голубица (са групом Зов)
- Индекси: Ти си ми била нај, нај
- Жељко Јоксимовић: Има нешто у том што ме нећеш
- Ибрица Јусић: На мене су прстом рекли
- Оливера Катарина: Осветница
- Сеид Мемић Вајта: Било ми је лијепо с тобом, Буди добра до октобра, Златна рибица, Не очекуј да те ико разумије, Лејла, Човјек без проблема, Наша писма
- Сребрна крила: Нек' живи љубав
- Маја Оџаклијевска: Друге се песме чују
- Јадранка Стојаковић: Живот пише романе, Има нека тајна веза, Нова нада, О том потом, Свијет се дијели на двоје, Осјећам да неко долази, Кад ниси знао ништа боље
- Тешка индустрија: Живот је маскенбал
- Неда Украден: Још те волим, Превари ме, Гдје би нам био крај, Што си ближе мени
- Здравко Чолић: Главо луда, Да ми није ове моје туге, Љубомора, Мало појачај радио, Ријека суза и на њој лађа, Срце је чудна звијерка

### Сценарија
- Рам за слику моје драге (1968.)[7]
- Живот је масовна појава (1970.)[8]
- Пјегава дјевојка (1973.)[9]
- Адам ледоломак (1990.)